# James Ivory (matemático)
James Ivory FRS FRSE KH LLD (17 de febrero de 1765-21 de septiembre de 1842) fue un matemático británico. Fue el creador del teorema de Ivory sobre secciones cónicas confocales.

## Vida
Ivory nació en la ciudad escocesa de Dundee. Fue  hijo de James Ivory, un famoso relojero. La familia vivía y trabajaba en High Street, Dundee.
Estudió en la Escuela de Gramática de Dundee. En 1779 entró en la Universidad de St. Andrews, distinguiéndose especialmente en matemáticas a pesar de que estudiaba teología. Después de dos sesiones en St Andrews y una en la Universidad de Edimburgo, abandonó toda cualquier idea de carrera eclesiástica y en 1786  se convirtió en profesor ayudante de matemáticas y filosofía natural en la recién  establecida Academia de Dundee. Tres años más tarde  se convirtió en socio y director de, compañía textil en Douglastown en Forfarshire, dedicando a los estudios sus momentos de ocio. Fue así un matemático autodidacta, adentrándose en geometría antigua y moderna, pero también en los métodos analíticos y los descubrimientos de los matemáticos continentales.
Su primera memoria versó sobre una expresión analítica para la rectificación de la elipse, publicada en las Transacciones de la Sociedad Real de Edimburgo (1796). Junto a sus artículos posteriores sobre Ecuaciones Cúbicas (1799) y el problema de Kepler (1802), mostró un gran dominio de las fórmulas algebraicas. En 1804 después de la disolución su compañía textil, obtuvo una cátedra de matemáticas en la Universidad Militar Real de Great Marlow (después Sandhurst) en la que trabajó hasta dimitir por problemas de salud en 1816.
Durante este periodo publicó en las Transacciones Filosóficas varias memorias con las que ganó la medalla Copley en 1814 y aseguró su elección como miembro de la Sociedad Real en 1815. De importancia especial fue la primera memoria (Phil. Trans., 1809), en la que reduce el problema de la atracción de un elipsoide homogéneo, a un punto externo, al caso más sencillo de la atracción de otro elipsoide relacionado, a un punto interior correspondiente. Este teorema está conocido como teorema de Ivory en su honor. También publicó anónimamente una edición de los  Elementos de Euclides, descrito como «habiendo traído los problemas difíciles al lugar de las comprensiones normales». Sus papeles más tardíos en las Transacciones Filosóficas tratan de refracciones astronómicas, de perturbaciones planetarias, de equilibrio de masas fluidas, etc. Por dichas investigaciones recibió una medalla real en 1826 y otra vez en 1839.
En 1831, por recomendación de Sir Brougham, el rey Guillermo IV le concedió una pensión anual de 300£ y le nombró caballero de la Orden Real Güélfica, pero no fue posteriormente nombrado caballero bachelor y por tanto no obtuvo el título de Sir. Además de ser miembro de sociedades científicas británicas como la Sociedad Real de Edimburgo, la Real Academia Irlandesa, etc., fue miembro correspondiente de las Reales Academias de Ciencias tanto de París y Berlín, y de la Sociedad Real de Gotinga.
En 1839, la Universidad de St. Andrews le nombró doctor honorario en leyes (LLD).
Murió en Hampstead, norte de Londres, el 21 de septiembre de 1842.

## Homenajes
- El asteroide (12032) Ivory fue nombrado en su honor.[7]